# سانگها

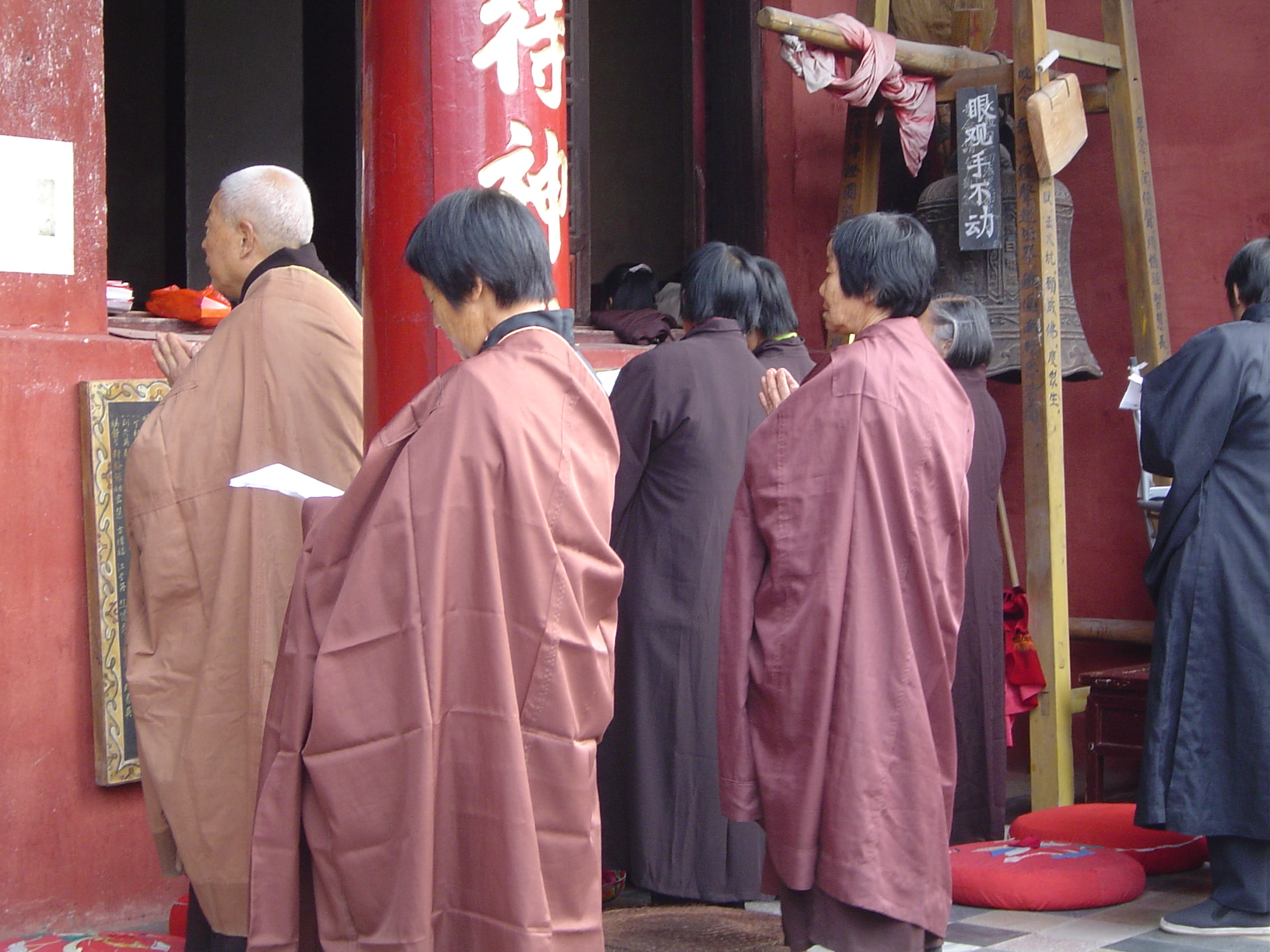
.در بوداگرایی، به مجموعه راهبان و راهبه‌ها و مردم عادی که خود را وقف طریقت بودا کرده‌اند

در بوداگرایی، به مجموعه راهبان و راهبه‌ها و مردم عادی که خود را وقف طریقت بودا کرده‌اند اصطلاحاً سانگها (sangha) به معنی انجمن یا جماعت مؤمنان گفته می‌شود.
در متون بودایی سانگها به همراه بودا و درمه، سه‌گوهر triratna نامیده می‌شوند.
ریشه تشکیل انجمن (سانگها) آن گروه از شاگردان بودا بودند که امور دنیوی را ترک کرده و با بودا همراه شدند تا آموزه‌های او را بنیوشند. پس از مرگ بودا، شاگردان او به زندگی در کنار یک‌دیگر به صورت یک انجمن ادامه دارند و با کوچ از یک مکان به مکان دیگر از طریق صدقه‌های مردمان به زندگی ادامه دادند. عادت دیرینه این گروه که در فصول بارانی زیر یک سرپناه برای مطالعه بیشتر آموزه‌های بودا گرد می‌آمدند به مرور باعث شکل‌گیری یک جماعت دینی یا همان سانگها شد.
به طور کل واژه سانگها هم‌چنین برای اشاره به تمامی افرادی که به درجه‌ای از روشنی‌یافتگی (بوداشدگی) دست یافته‌اند استفاده می‌شود.
در کیش ترواده، سانگها از چهار گونه از رهروان طریقت بوداشدگی تشکیل می‌شود که عبارتند از:
به‌جویبارآمده‌ها Sotāpanna، یک‌بارآینده‌ها Sakridāgāmi، بازنیاینده‌ها anāgāmi، و بی‌مرگ‌ها arhat.
در کیش مهایانه، بیداروجودها Bodhisattvas نیز جزئی از سانگها هستند.